# Nettelburg
Die ehemals selbstständige Gemeinde Nettelburg ist seit der Gemeinde- und Gebietsreform vom 1. Januar 1973 ein Stadtteil von Leer. Er liegt südlich der Leda etwa 2,5 Kilometer vom Stadtzentrum entfernt. Bis Ende 1991 verfügte Nettelburg über einen eigenen Ortsrat. Die ehemalige Gemeinde hatte 1925 120 Einwohner. Diese Zahl ging bis 1939 auf 95 Bewohner zurück.